# منطقه واگهی شمالی
منطقه واگهی شمالی یکی از منطقه های استان هلا واقع در کشور پاپوآ گینه نو می باشد. مرکز این منطقه بانز است. جمعیت منطقه مطابق با سرشماری رسمی سال ۲۰۰۰ میلادی ۵۱٬۲۸۲ بوده است. این منطقه خود از ۲ فرمانداری محلی تشکیل می گردد که هر فرمانداری به منظور سهولت در امر آمارگیری خود به چند بخش تقسیم می شود. قبل از ماه مه سال ۲۰۱۲ این منطقه ، جزو منطقه های استان ارتفاعات غربی بود.

## تقسیمات
این منطقه دارای ۲ فرمانداری محلی است که اسامی آن ها به شرح زیر است:
- فرمانداری محلی روستایی واگهی شمالی
- فرمانداری محلی روستایی ناندوگ